# Janis Martin
Pour les articles homonymes, voir Janis Martin (homonymie) et Martin.
Janis Martin est une chanteuse de rock 'n' roll et de musique country américaine, née le 27 mars 1940 à Sutherlin, Virginie, et morte le 3 septembre 2007 à Durham, Caroline du Nord. C'est une des rares femmes interprètes de rockabilly. Surnommée The Female Elvis (« l'Elvis féminin »), elle obtient son plus grand succès avec la chanson My Boy Elvis.

## Biographie
Janis Darlene Martin naît dans une famille de musiciens. Elle déménage avec sa famille à Akron, Ohio, lorsqu'elle a quatre ans. Elle sait jouer et chanter vers l'âge de cinq ans. À six, elle maîtrise les cordes sur sa guitare junior et chante dans un style country influencé par Eddy Arnold et Hank Williams. Elle remporte plusieurs concours pour jeunes talents, puis joue et chante à Danville en Virginie, dans le show « WDVA (en) Barndance », à l'âge 11 ans. Deux ans plus tard, elle a son propre show radiophonique à Martinsville où elle habite désormais. Lasse des ballades country, elle s'inspire des grandes chanteuses de rhythm and blues comme LaVern Baker et Ruth Brown.
En 1956, Janis est remarquée par le producteur Steve Sholes de RCA. Celui-ci cherche un pendant féminin à Elvis Presley, qui vient de signer sur le label. A 15 ans, elle enregistre son premier disque, Drugstore Rock 'n' Roll, qu'elle a elle-même composé, le 8 mars 1956. Elle est accompagnée de Chet Atkins à la guitare, Grady Martin à la guitare rythmique, Floyd Cramer au piano, et Bob Moore à la basse. Le disque se vend à 750 000 exemplaire et se classe dans les charts pop et country. Encore adolescente, elle est alors présentée, comme The Female Elvis, avec l'autorisation du Colonel Parker et du King lui-même.
Elle connaît un énorme succès avec la chanson My Boy Elvis, enregistrée le 11 mai 1956 à New York, avec George Barnes à la guitare et Shorty Long au piano. C'est un des premiers hommages à Elvis Presley. Elle est élue « l'artiste féminin prometteur de 1956 » à la convention annuelle des « DJ ».
En 1957, il est révélé que l'adolescente s'est mariée en secret deux ans plus tôt. Lors d'une tournée européenne avec d'autres artistes du label, elle rend visite à son mari qui effectue alors son service militaire en Allemagne, et tombe enceinte. En 1958, devenue mère à 17 ans, lâchée par RCA, Janis fait une pause dans sa carrière pour s'occuper de son fils. Elle est de retour en 1960 et signe chez Palette Records, mais le succès n'étant pas au rendez-vous, elle se retire à nouveau. Elle revient sur scène dans les années 1970 lorsqu'elle est redécouverte, notamment en Europe. Elle forme alors son propre groupe appelé The Variations. 
En 1996, on la redécouvre grâce à Rosie Flores (en), avec qui elle interprète deux chansons en duo sur son album Rockabilly Filly. Elles travaillent sur un autre projet commun quand Janis tombe malade. Flores sortira The Blanco Sessions en 2012, le premier album enregistré par Janis Martin.
Janis s'est mariée successivement avec Tommy Cundiff, Ken Parton et Bradley Whitt. Son fils, Kevin Parton, qui a joué de la batterie dans son groupe, meurt au début de 2007.
Elle décède d'un cancer le 3 septembre 2007 au Duke University Hospital de Durham.
En 2008, Janis Martin est intronisée au Danville Museum Hall of Fame et est honorée en 2010 en tant que Virginia Women in History par la Library of Virginia.

## Discographie

### Singles
RCA/Victor
- 1956
  - Drugstore Rock And Roll / Will You, Willyum
  - Ooby-Dooby /  One More Year To Go
  - My Boy Elvis / Little Bit
  - Barefoot Baby / Let's Elope Baby
- 1957
  - Two Long Years / Love Me To Pieces
  - Love And Kisses / I'll Never Be Free
  - All Right Baby / Billy Boy, Billy Boy
- 1958
  - Cracker Jack / Good Love
  - Bang Bang / Please Be My Love (« Janis And Her Boyfriends »)

Palette
- 1960
- Hard Times Ahead / Here Today And Gone Tomorrow
- Teen Street / Cry Guitar

### EP
- 1957 : Just Squeeze Me (But Don't Squeeze Me) / My Confession  / I Don't Hurt Anymore / Half Loved, RCA/Victor

### Album
- 2012 : The Blanco Sessions, Cow Island Music

### Compilation
- 1990 : The Female Elvis, Complete Recordings 1956-1960, Bear Family